# Jean Pascal
Jean-Thenistor Pascal (ur. 28 października 1982 w Port-au-Prince) – kanadyjski bokser pochodzenia haitańskiego. Były mistrz świata WBC (2009–2011), IBO i The Ring (2010–2011) w kategorii półciężkiej.

## Sportowa kariera

### Boks amatorski
Gdy miał 4 lata, wraz z matką i bratem wyemigrował z Haiti do Kanady. Tam w wieku 13 lat rozpoczął treningi boksu. W latach 1998–2004 był pięciokrotnie amatorskim mistrzem kraju w wadze lekkośredniej (71 kg) oraz dwukrotnie w wadze średniej (75 kg). Zdobył złote medale na Igrzyskach Frankofońskich 2001 i Igrzyskach Wspólnoty Narodów 2002 w wadze lekkośredniej oraz brązowy na Igrzyskach Panamerykańskich 2003 w wadze średniej.
W 2004 roku reprezentował Kanadę na Igrzyskach Olimpijskich w turnieju wagi średniej. Odpadł w pierwszej rundzie, przegrawszy na punkty z Kubańczykiem Yordanisem Despaigne. W 2005 roku przeszedł na zawodowstwo. Bilans walk amatorskich: 103-18.

### Boks zawodowy
Na zawodowym ringu zadebiutował w lutym 2005 roku. W ciągu niespełna 3 lat stoczył 21 zwycięskich walk z rzędu zarówno w wadze superśredniej (168 funtów), jak i półciężkiej (175 funtów). 6 grudnia 2008 roku w swoim 22. pojedynku zmierzył się w Nottingham z miejscowym zawodnikiem, Carlem Frochem (23-0-0) o wakujące mistrzostwo WBC w wadze superśredniej. Pascal przegrał jednogłośnie na punkty (112-116, 111-117, 110-118), doznając pierwszej porażki w profesjonalnej karierze.
W kwietniu 2009 znokautował Argentyńczyka Pablo Daniela Zamorę Nievasa (22-5-1), zdobywając interkontynentalne mistrzostwo WBO. Po tej walce przeszedł do wagi półćiężkiej.
19 czerwca 2009 w Montrealu stanął do walki z mistrzem WBC w wadze półciężkiej, Adrianem Diaconu (26-0-0). Odebrał Rumunowi pas, pokonując go przez jednogłośną decyzję (116-112, 116-111, 115-111.). Trzy miesiące później obronił po raz pierwszy tytuł, wygrywając przez techniczny nokaut w 10. rundzie z Włochem Silvio Branco (59-9-2).
W drugiej obronie tytułu zmierzył się w rewanżowej walce z Diaconu (11 grudnia 2009). Pascal doznał w trzeciej rundzie kontuzji prawego barku, jednak kontynuował walkę, boksując głównie lewą ręką. Nie przeszkodziło mu to w ponownym pokonaniu Rumuna na punkty (117-111, 117-111, 118-110). 5 dni później przeszedł artroskopię stawu ramiennego.
Po wymuszonej rehabilitacją przerwie, 14 sierpnia 2010 zmierzył się w Montrealu z uznawanym ówcześnie za najlepszego pięściarza wagi półciężkiej Chadem Dawsonem (29-0-0). Dawson, faworyt bukmacherów 4-1, wcześniej pokonał Glena Johnsona w pojedynku o tymczasowe mistrzostwo WBC, była to więc walka unifikacyjna. Pojedynek był wyrównany, jednak począwszy od siódmej rundy Pascal zaczął przejmować inicjatywę. W 11. rundzie Dawson był bliski odwrócenia losów walki, gdy kilkukrotnie zachwiał Kanadyjczykiem silnymi, celnymi ciosami. Wkrótce potem została ona jednak przerwana, gdyż pięściarze zderzyli się przypadkowo głowami, wskutek czego Dawson doznał głębokiego rozcięcia lewego łuku brwiowego. Lekarz ringowy orzekł o niezdolności Amerykanina do dalszej walki. Z racji tego, że po zakończeniu 10. rundy Pascal prowadził na punkty 108-101, 106-103, 106-103, to jemu przyznano zwycięstwo w drodze technicznej decyzji. Tym samym obronił on mistrzostwo WBC, odebrał Dawsonowi mniej prestiżowy tytuł IBO oraz otrzymał pas niekwestionowanego mistrza świata wagi półciężkiej magazynu The Ring (przyznany po raz pierwszy od czasu zakończenia kariery przez Joe Calzaghe).
Mistrzowskich pasów bronił następnie 18 grudnia 2010  w Quebec przeciwko Bernardowi Hopkinsowi (51-5-1). Początek starcia należał do Kanadyjczyka, który w pierwszej i trzeciej rundzie doprowadził do nokdaunu rywala. Hopkins przejął jednak inicjatywę w kolejnych rundach i kontrolował przebieg walki do jej samego końca, co zdaniem części komentatorów wystarczało do przyznania mu zwycięstwa. Za pretendentem przemawiały również statystyki wyprowadzonych (502-350) i celnych ciosów (153-86). Sędzia amerykański punktował 114-112 na rzecz Hopkinsa, jednak sędziowie z Kanady i Belgii przyznali remis w stosunku 113-113 i 114-114. Walka zakończyła się więc remisem większości, dzięki czemu Pascal zachował tytuły. 21 maja 2011 doszło w Montrealu do rewanżu. Tym razem Pascal uległ Hopkinsowi jednogłośnie na punkty (113-115, 112-116, 114-115) i utracił pasy.
14 grudnia 2012 Pascal zmierzył się z Aleksym Kuziemskim. Walka zakończyła się zwycięstwem Kanadyjczyka jednogłośną decyzją sędziów (100:88, 98:90, 98:90).
18 stycznia 2014 wygrał jednogłośnie na punkty z Rumunem Lucianem Bute.
14 marca 2015 na gali  w Bell Centre w Montrealu zmierzył się z mistrzem świata WBA, WBO i IBF Rosjaninem Siergiejem Kowalowem (26-0-1, 23 KO). Pascal przegrał pojedynek przez techniczny nokaut w ósmej rundzie.
25 lipca 2015 w  Las Vegas w dziesięciorundowym pojedynku pokonał na punkty (werdykt wzbudził kontrowersje 96:94, 96:94 i 96:94) Kubańczyka Yunieski Gonzaleza (16-1, 12 KO).
21 lipca 2018 w Laval powrócił z krótkiej emerytury sportowej i pokonał przed czasem byłego hokeistę oraz zawodnika MMA, od niedawna próbującego swych sił w boksie zawodowym Steve’a Bosse’a (1-1, 1 KO). Pojedynek odbył się w limicie kategorii cruiser.
28 czerwca 2025 w Kanadzie, zawalczy z Michałem Cieślakiem o tymczasowy pas mistrzowski WBC wagi junior ciężkiej.